# 卡斯泰尔诺马尼奥阿克
卡斯泰尔诺马尼奥阿克（法語：Castelnau-Magnoac，法語發音：[kastɛlno maɲɔak]），法国西南部市镇，位于奥克西塔尼大区上比利牛斯省，隶属于塔布区，其市镇面积为12.56平方公里，2022年1月1日时人口数量为765人，在法国城市中排名第11,781位。
卡斯泰尔诺马尼奥阿克位于上比利牛斯省东北部，北侧与热尔省相邻，是一个区域性的中心市镇，多条公路在此交汇。

## 地名来源
“Castelnau”一名最初以“Castellinovi”的形式被记载，该名称可能出自拉丁语转写，意为“新的城堡”；“Magnoac”则出自拉丁语人名“Magnus”。
卡斯泰尔诺马尼奥阿克所处区域历史上曾加斯科涅方言，“Castelnau-Magnoac”对应的奥克语拼写为“Castèthnau de Manhoac”。
此外，因翻译标准不同，“Castelnau-Magnoac”在部分汉语资料中被译为带有连字号的卡斯泰尔诺-马尼奥阿克。

## 历史
根据当地市镇公共社区网站的论述，卡斯泰尔诺马尼奥阿克始建于公元13世纪，彼时该区域被阿马尼亚克伯爵攻占。公元16世纪，阿马尼亚克被亨利四世获得。法国大革命后，卡斯泰尔诺马尼奥阿克成为上比利牛斯省的一个市镇。1805年，欧隆（Haulon）整体并入卡斯泰尔诺马尼奥阿克的市镇范围。自19世纪末以来，当地人口数量逐年下降。

## 地理

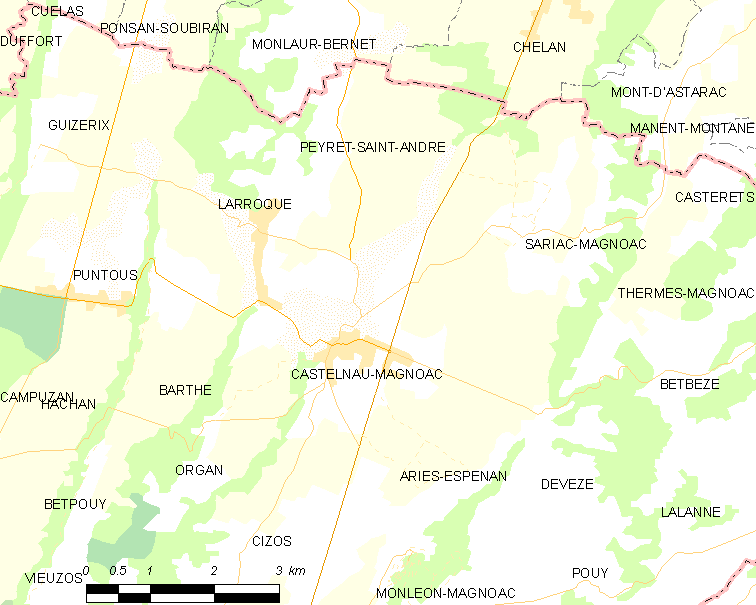
卡斯泰尔诺马尼奥阿克市镇范围地图

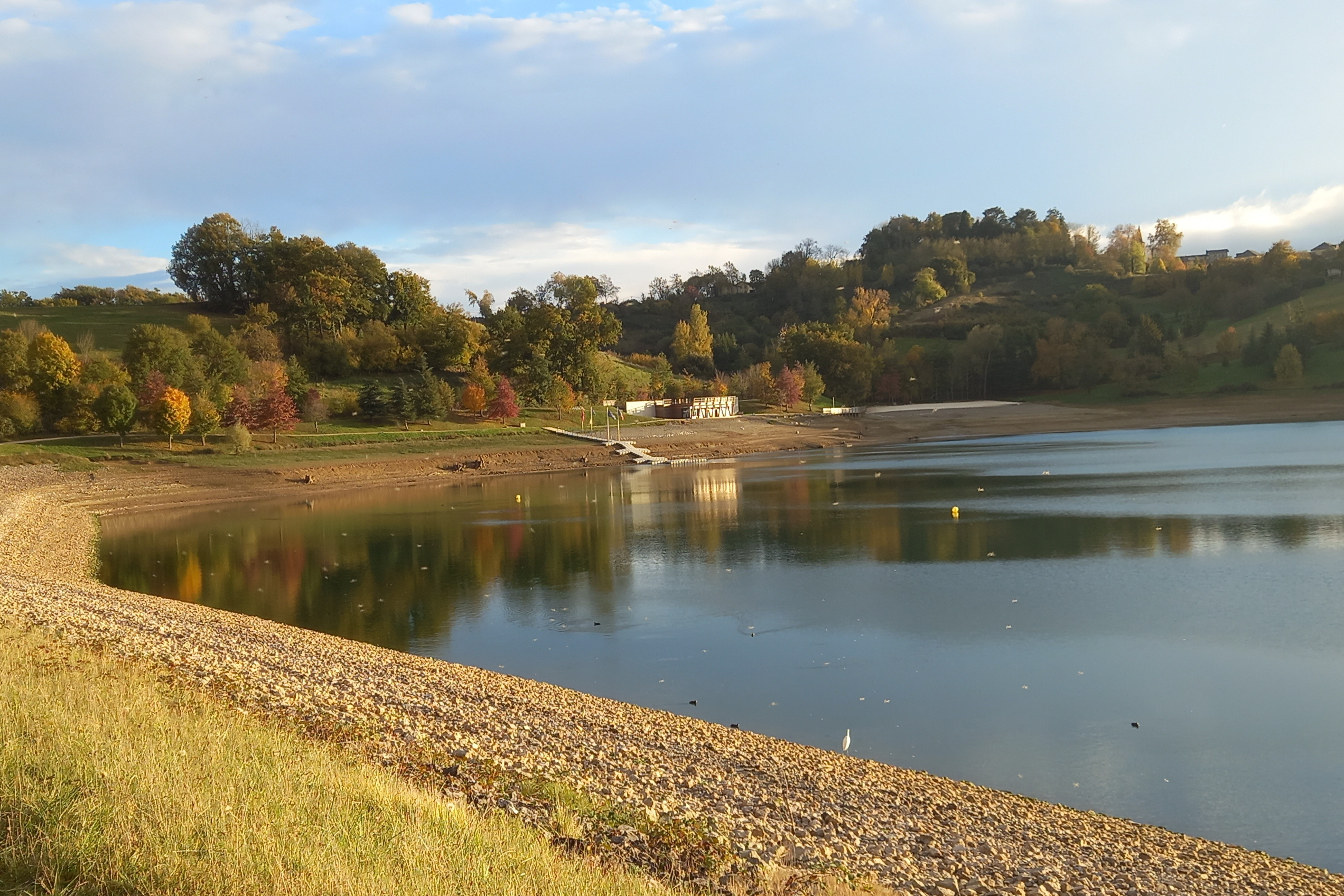
卡斯泰尔诺马尼奥阿克湖

卡斯泰尔诺马尼奥阿克位于法国西南部，奥克西塔尼大区西南部和上比利牛斯省东北部，距离省会塔布大约45公里。与卡斯泰尔诺马尼奥阿克接壤的市镇包括：佩雷圣安德烈、谢朗、萨里亚克-马尼奥阿克、拉罗克、巴尔特、奥尔冈、锡佐斯和阿里-埃斯佩南。

### 地形
卡斯泰尔诺马尼奥阿克位于阿马尼亚克腹地，境内以浅丘为主，市镇中心地势较为平坦，整体地势自东向西略有抬升，全境海拔在249到385米之间。

### 水文
卡斯泰尔诺马尼奥阿克位于加龙河流域范围内，热兹河自西南向东北流经境内西北部，该河有人工水坝并由此形成面积达75公顷的大型水库。

### 植被
卡斯泰尔诺马尼奥阿克属于温带阔叶混交林区，林地主要分布于市镇范围西北部的湖畔。
在鲜花城市的评比中，卡斯泰尔诺马尼奥阿克暂未被评级。

### 气候
卡斯泰尔诺马尼奥阿克在柯本气候分类法中属于带有亚热带特征的温带海洋性气候。

## 行政区划
卡斯泰尔诺马尼奥阿克的市镇编号为65129，邮政编号为65230。
在行政管理方面，卡斯泰尔诺马尼奥阿克隶属于法国奥克西塔尼大区上比利牛斯省塔布区；在地方选举方面，卡斯泰尔诺马尼奥阿克隶属于莱科托县，其市镇范围全境被划入上比利牛斯省第一选区；在社会管理方面，卡斯泰尔诺马尼奥阿克是特里地区-马尼奥克市镇公共社区的组成部分。
截至2023年4月，卡斯泰尔诺马尼奥阿克市镇范围内暂无任何城市敏感街区及城市政策优先街区。
法国国家统计与经济研究所（简称）在进行数据统计时，未将卡斯泰尔诺马尼奥阿克划入任何城市核心区（Unité urbaine）、城市区（Aire urbaine）及城市辐射区（Aire d'attraction）内。此外，还将卡斯泰尔诺马尼奥阿克市镇整体看作一个“块区”（IRIS），以便于统计人口分布情况。

## 交通

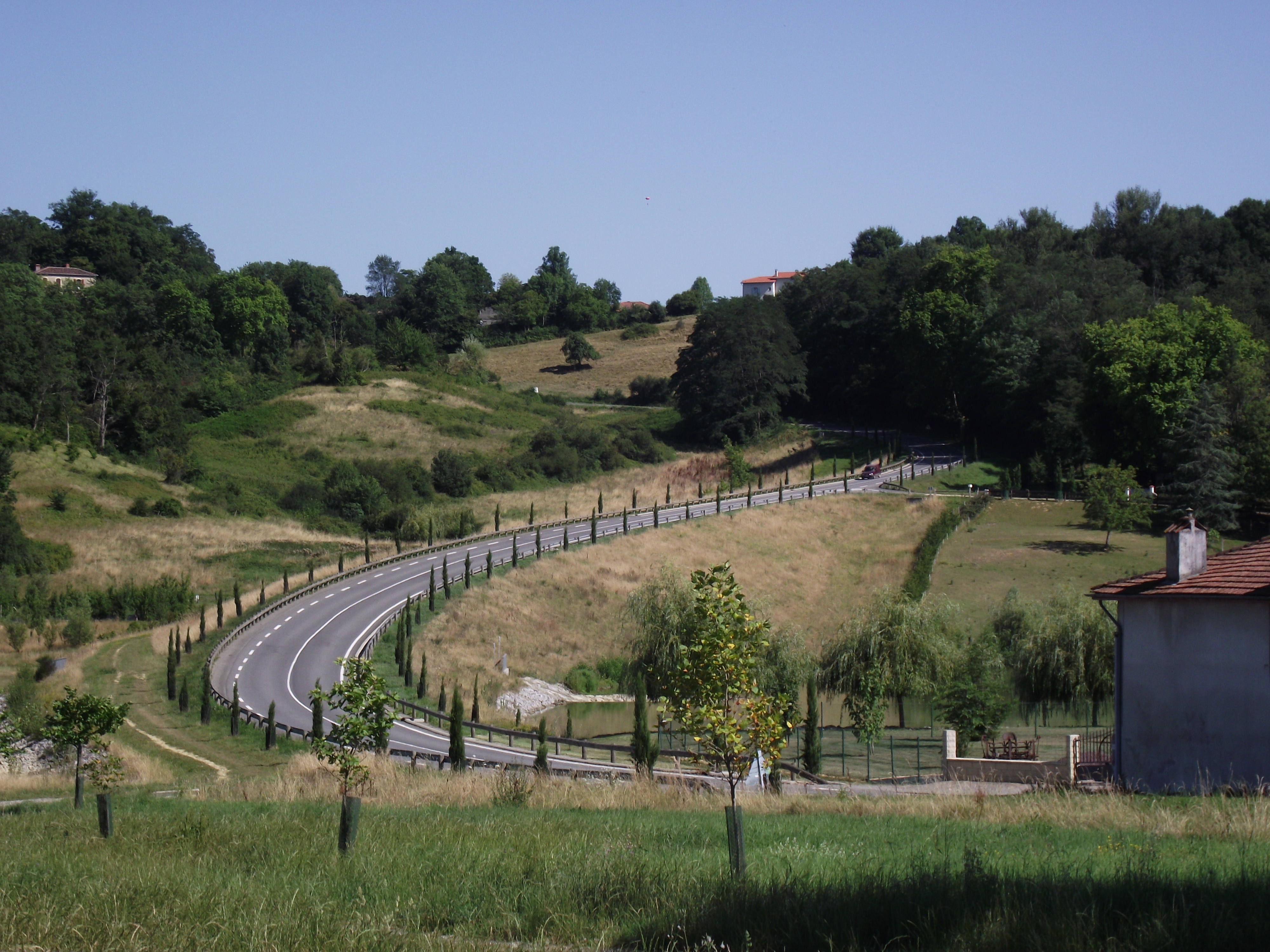
途径卡斯泰尔诺马尼奥阿克的省道D632线

### 公路
上比利牛斯省省道D9线、D21线、D137线、D632线和D929线在卡斯泰尔诺马尼奥阿克境内交汇，奥克西塔尼大区下属的城际客运提供巴士线路，可前往塔布和拉讷默藏。
2019年，58%的卡斯泰尔诺马尼奥阿克家庭拥有至少一辆私人汽车。2016年，卡斯泰尔诺马尼奥阿克境内共发生各类交通事故2起，造成1人遇难，1人受伤。
| 16 | 26 |

| 塔布 | 45 |

| 欧什 | 43 |

| 利勒茹尔丹 | 66 |

### 铁路
距离卡斯泰尔诺马尼奥阿克最近的运营中的客运铁路车站为26公里外的拉讷默藏站。该站位于图卢兹－巴约讷铁路上，停靠往返于图卢兹和塔布一线的区域列车。

### 航空
距离卡斯泰尔诺马尼奥阿克最近的民用航空站为56公里外的塔布机场。

### 城市公共交通
截至2023年4月，卡斯泰尔诺马尼奥阿克暂无城市公共交通系统。

## 政治

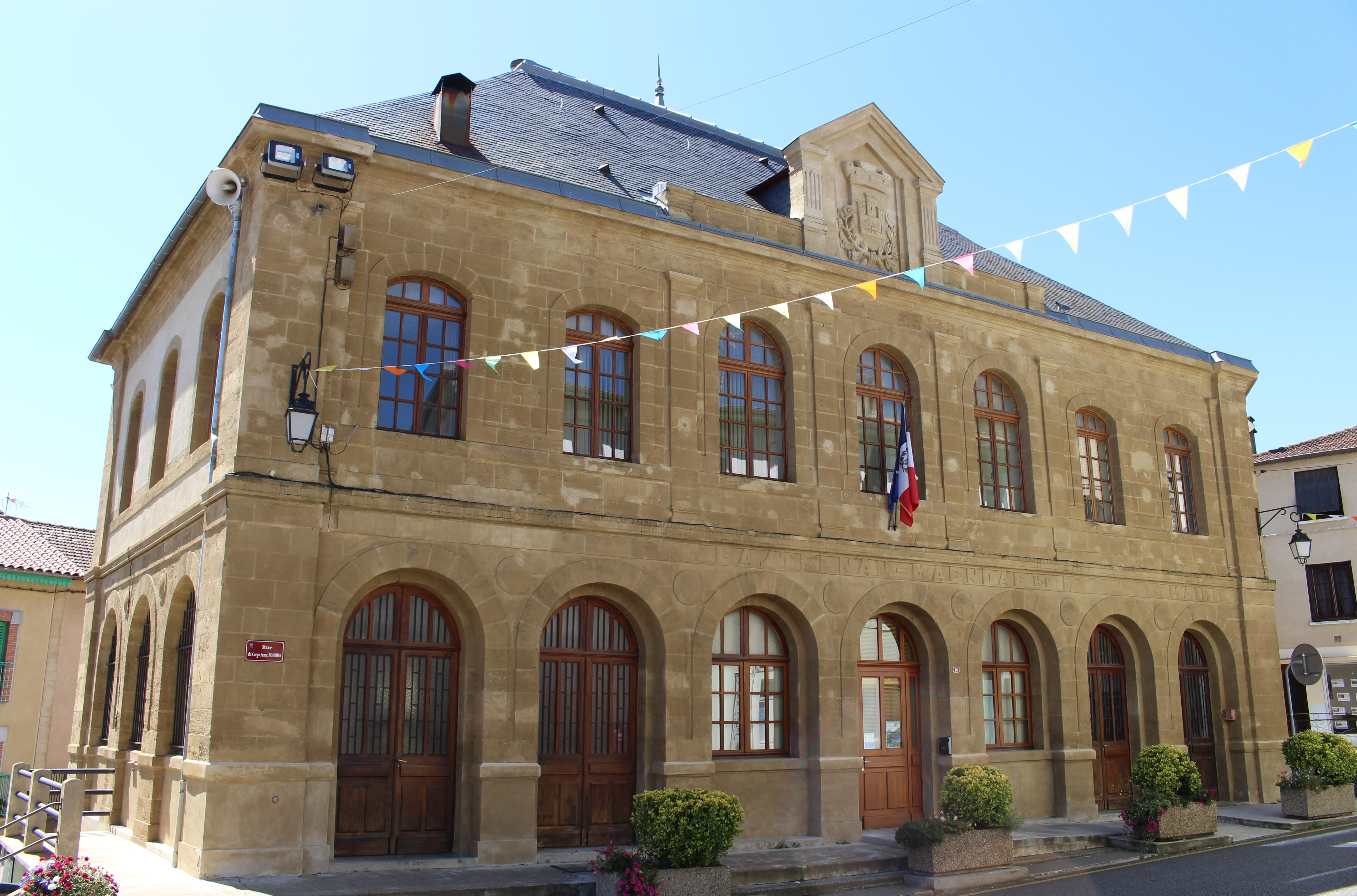
卡斯泰尔诺马尼奥阿克市政厅

卡斯泰尔诺马尼奥阿克的现任市长为贝尔纳·韦尔迪耶先生（Bernard VERDIER），他是一名无党派人士，在2020年的市政选举中获得了100%的支持率（无其他候选人）。
在2022年的法国总统大选中，法国第25任总统埃马纽埃尔·马克龙在卡斯泰尔诺马尼奥阿克获得了60.29%的支持率。

## 人口
2019年，卡斯泰尔诺马尼奥阿克市镇人口数量为799，在法国排名第11,781位。其中男性361人，女性438人，75岁及以上人口占19.3%，外籍人口数量为49人，人口密度为64人/平方公里，当地居民被称为（男性）或（女性）。2020年，卡斯泰尔诺马尼奥阿克境内出生4人，死亡人口49人。
| 卡斯泰尔诺马尼奥阿克1901年－2020年人口变化情况 |
|                                                |
| 数据来源：Cassini、INSEE                       |

## 经济

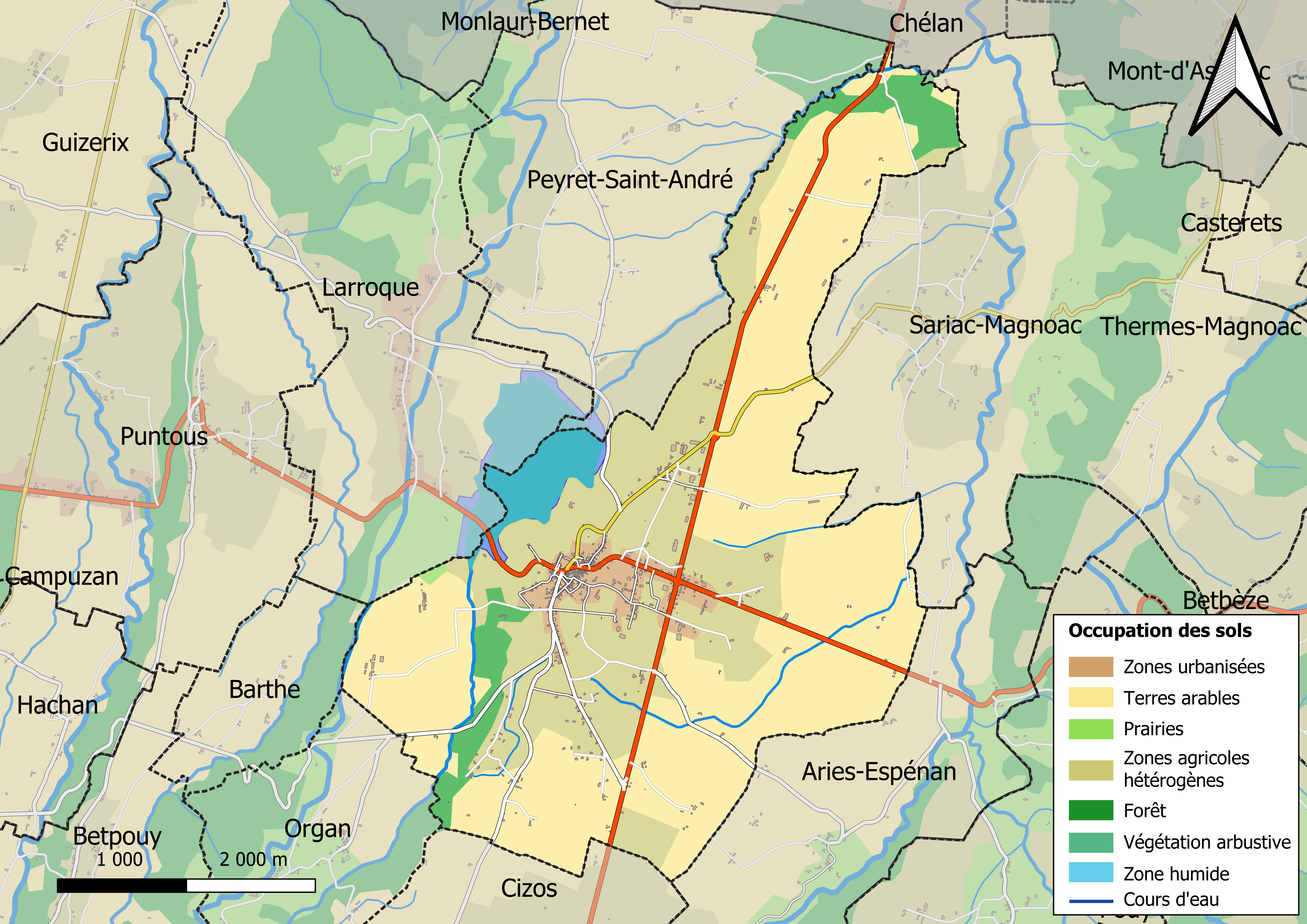
卡斯泰尔诺马尼奥阿克土地利用情况地图

卡斯泰尔诺马尼奥阿克是一个区域性的中心城市。截止2023年4月，卡斯泰尔诺马尼奥阿克市镇范围内共有各类用人单位（包含自雇）207家，平均历史为21年，均为中小型企业（PME），2023年2月至4月间，当地的经济活力指数为0。（农具销售）、（五金销售）及（纸质刊物）是当地2021年营业额最高的三个企业，分别为6,092,352欧元、286,260欧元和252,222欧元。

## 财政与居民收入
2021年，卡斯泰尔诺马尼奥阿克的财政收入总额为897,000欧元，财政支出总额为611,380欧元，当年的债务总额为919,060欧元。2021年，卡斯泰尔诺马尼奥阿克市镇通过增值税获得33,800欧元的收入，此外当地还共获得了74,230欧元的国家直接财政补助。
2019年，卡斯泰尔诺马尼奥阿克的人均月收入总额为1,612欧元，低于法国平均水平（2,303欧元）。
2019年，卡斯泰尔诺马尼奥阿克境内的青壮年（15至64岁）失业率为18.8%；当地39.3%的家庭拥有纳税资格，平均纳税1,695欧元，低于法国平均水平（3,910欧元）。

## 社会事务

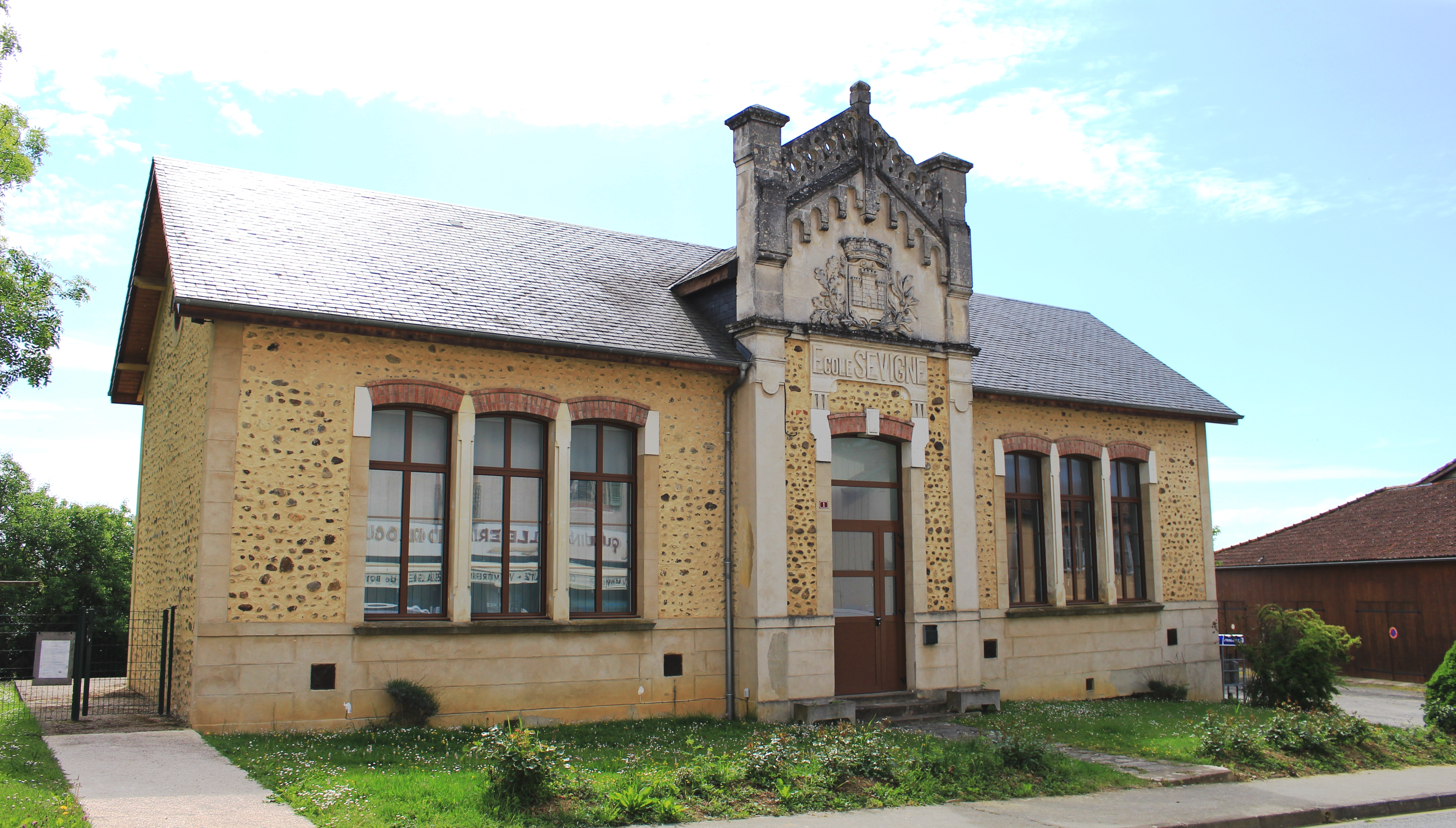
卡斯泰尔诺马尼奥阿克的一所学校

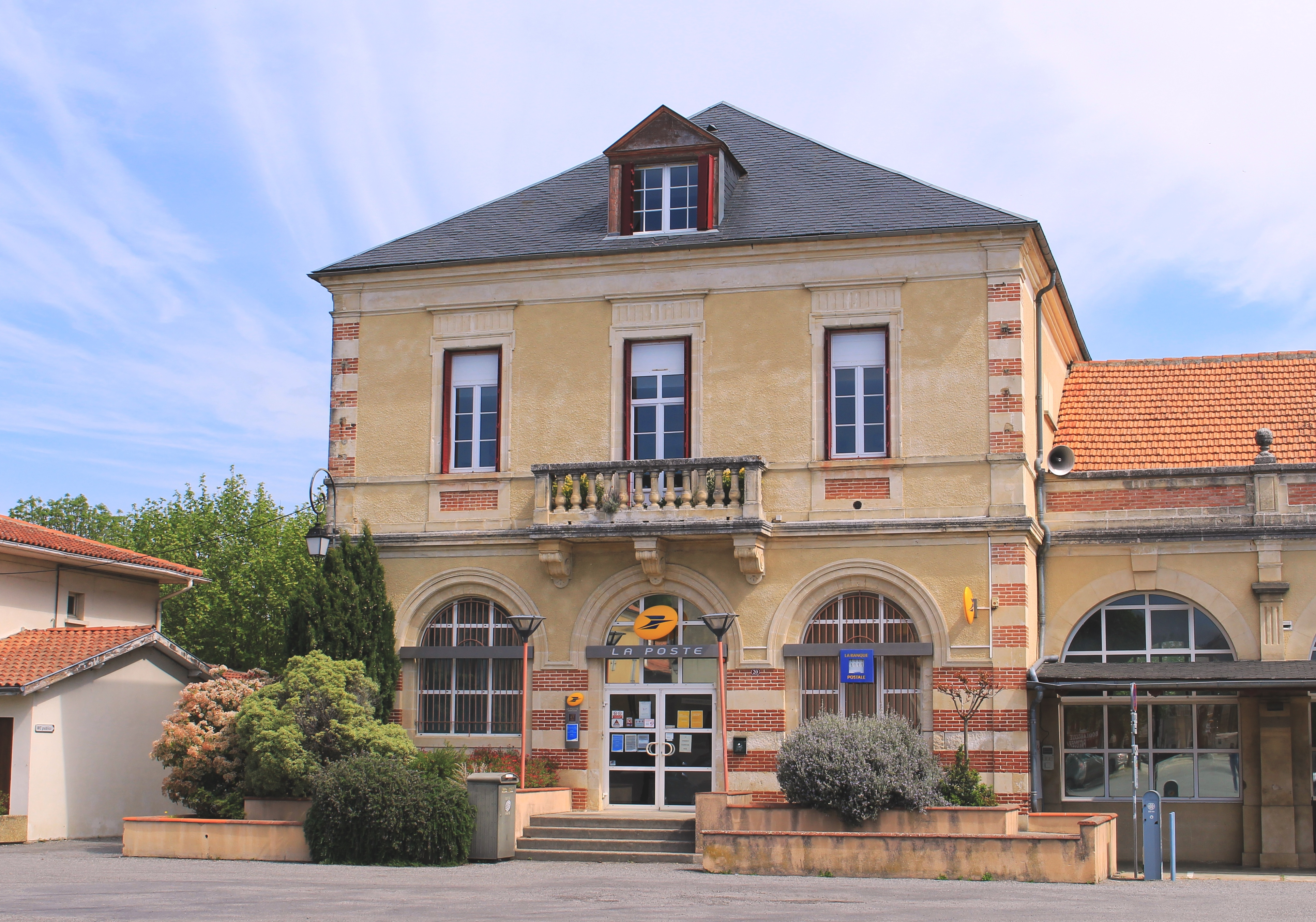
邮局

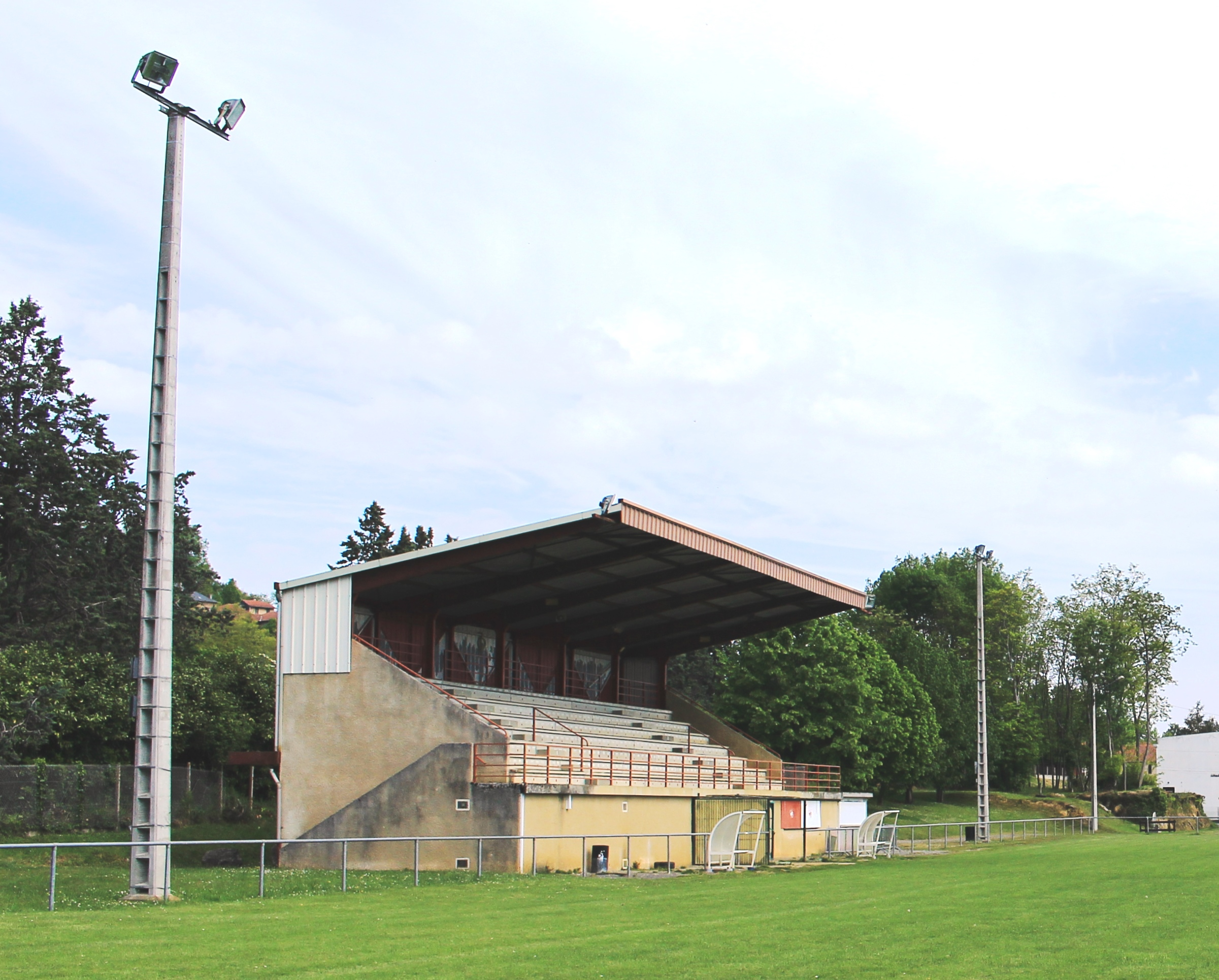
橄榄球场

### 教育
卡斯泰尔诺马尼奥阿克属于图卢兹学区。截止2021年1月1日，卡斯泰尔诺马尼奥阿克境内共有1所小学。

### 医疗
截止2021年1月1日，卡斯泰尔诺马尼奥阿克境内共有全科医生4名、保健师4名、牙医3名和护士10名。境内共有药房1家、养老院1家。
距离卡斯泰尔诺马尼奥阿克最近的区域性医疗机构为拉讷默藏中心医院（Centre Hospitalier de Lannemezan），其主病区位于拉讷默藏市区东部，距离卡斯泰尔诺马尼奥阿克市区的正常车程大约19分钟，该院设有床位799个，是当地规模最大的公立综合性医院。

### 住房
2019年，卡斯泰尔诺马尼奥阿克境内共有各类住房572套，其中76.9%为独立式居民区，22.9%为集中式居民区。常住房屋占卡斯泰尔诺马尼奥阿克市镇范围内居民建筑总量的69.1%。
在住房保障政策方面，2021年，卡斯泰尔诺马尼奥阿克境内共有105户家庭获得了住房经济补助，受益人数占总人口数量的13.1%，其中107份为房租补助。

### 商业
2021年，卡斯泰尔诺马尼奥阿克境内共有各类实体商铺35家，其中餐厅4家、大型超市1家、面包房4家、肉铺1家、书店1家、装饰品店1家、美容美发店4家、汽车维修店6家。镇中心建有一家Intermarché超市。

### 体育
2021年，卡斯泰尔诺马尼奥阿克境内共有1间体育馆、3处网球场、2处马术场以及1处足球或橄榄球场。
截至2023年4月，卡斯泰尔诺马尼奥阿克境内暂无任何注册足球俱乐部。
马尼奥阿克橄榄球俱乐部（Club de Rugby du Magnoac）是当地的一家橄榄球俱乐部，成立于1908年，其主队2022至2023赛季参加法国区域橄榄球联赛（法国第七级别），其主场为让·莫雷尔球场（Jean Morere）。

### 环境
卡斯泰尔诺马尼奥阿克的环境事务由其所属的特里地区-马尼奥克市镇公共社区联合各级政府协调负责。2021年，卡斯泰尔诺马尼奥阿克境内暂无污染企业。

### 治安
2021年，卡斯泰尔诺马尼奥阿克市镇范围内有1处宪兵队。
卡斯泰尔诺马尼奥阿克及其附近的共224个市镇是塔布国家宪兵队（zone gendarmerie de Tarbes）的管辖范围。2020年，该宪兵队累计记录各类案件1,669起，其中盗窃类案件710起，经济类案件319起，毒品交易类案件161起。

## 文化

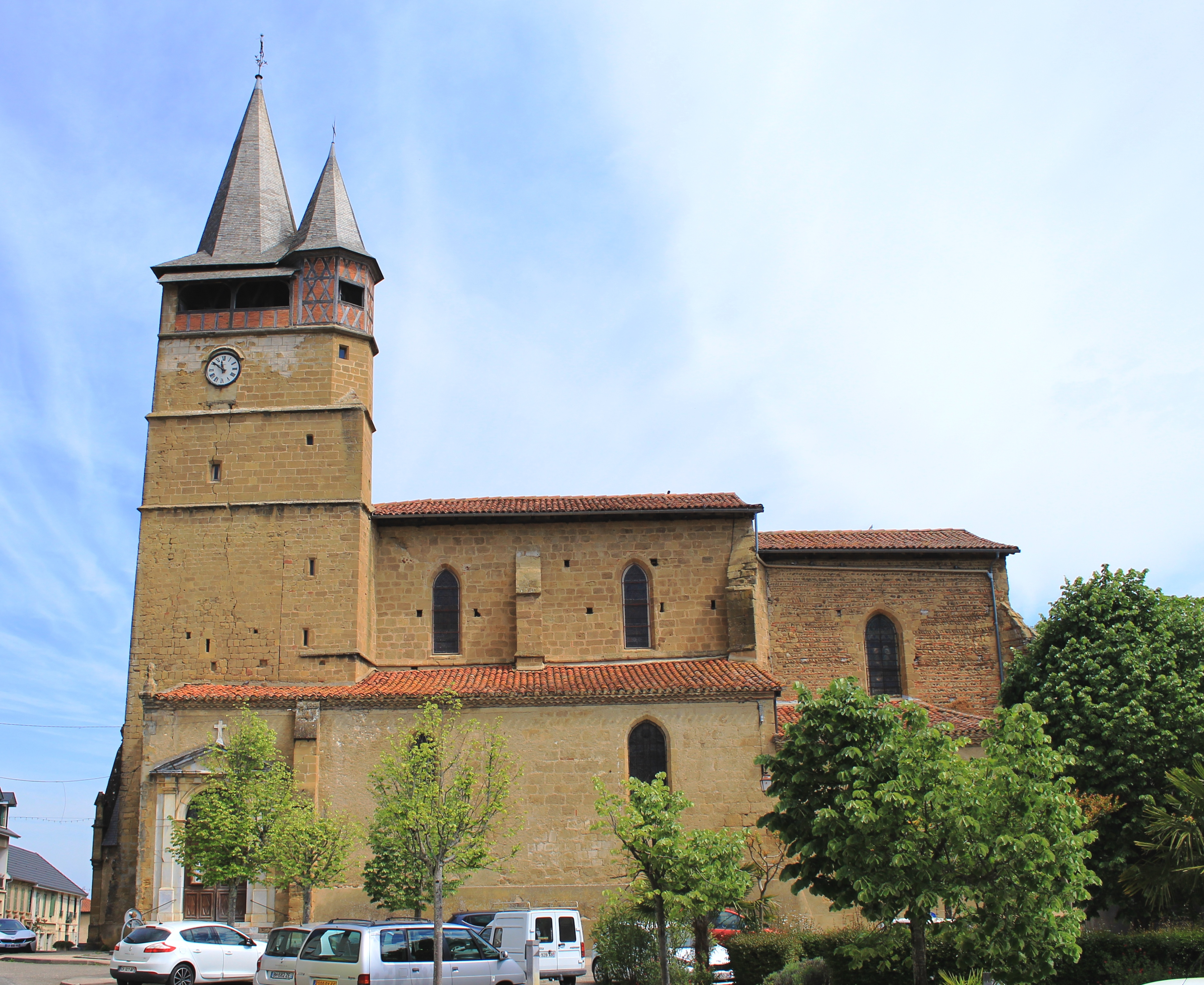
升天大教堂

2021年，卡斯泰尔诺马尼奥阿克境内暂无任何文化设施。卡斯泰尔诺马尼奥阿克市政府提供多媒体中心，每周二至六向公众开放。

### 建筑
卡斯泰尔诺马尼奥阿克境内有多处历史建筑，其中升天大教堂为法国国家文物保护单位。

### 旅游
卡斯泰尔诺马尼奥阿克的旅游事务由其所属的特里地区-马尼奥克市镇公共社区负责。2022年，卡斯泰尔诺马尼奥阿克境内暂无任何游客接待设施。

### 媒体
法国主要的媒体均可在卡斯泰尔诺马尼奥阿克接收，法国电视三台下属的奥克西塔尼大区频道在部分时段播出卡斯泰尔诺马尼奥阿克所在上比利牛斯省的地方新闻。《南部追寻》、《比利牛斯新共和国报》、蓝色法兰西贝阿恩-比戈尔广播等是当地主要的地方性媒体。

## 友好城市
截至2023年4月，卡斯泰尔诺马尼奥阿克共与一座城市互为友好城市关系：
- 法國 普卢吉耶勒